# Amblyopone
Amblyopone  (лат.) — род примитивных муравьёв (Formicidae) из подсемейства Amblyoponinae.

## Распространение
Пантропика (Amblyopone в широком смысле, а без Stigmatomma таксон Amblyopone s.str. представлен только в Австралии, Новой Гвинеи, Новой Зеландии и Новой Каледонии).

## Описание
Мелкие земляные муравьи (длина около 5-10 мм) с длинными узкими мандибулами и хорошо развитым жалом. Базальная группа муравьёв, специализированные охотники на разные группы членистоногих, например, на многоножек.

## Генетика
Геном вида Amblyopone pallipes: 0,34 пг (C value) Диплоидный набор хромосом 2n = 38, 44, 48.

## Систематика
9 видов (ранее в широком объёме включал около 80 видов). Ранее род включали в подсемейство Понерины. В 2012 году было предложено восстановить из синонимии роды Stigmatomma и Xymmer.
- Amblyopone aberrans Wheeler, 1927
- Amblyopone australis Erichson, 1842typus
- Amblyopone clarki Wheeler, 1927
- Amblyopone gingivalis Brown, 1960
- Amblyopone hackeri Wheeler, 1927
- Amblyopone leae Wheeler, 1927
- Amblyopone longidens Forel, 1910
- Amblyopone mercovichi Brown, 1960
- Amblyopone michaelseni Forel, 1907